# ルノー2世 (ソワソン伯)
ルノー2世（Renaud II, ? - 1099年）は、ソワソン伯（在位：1076年 - 1099年）。ソワソン伯ギヨーム・ビュザックとソワソン女伯アデライードの息子。

## 生涯
ルノーがいつ父ギヨームからソワソン伯位を引き継いだのかは不明である。父親は1050年にウー伯位を剥奪されたが、いつソワソン伯位を放棄したのかは不明である。オーブリー・ド・トロワ＝フォンテーヌは年代記の中でルノーについて触れているが、ルノーの統治についてはほとんど知られていない。
ルノーが結婚したか、子供がいたかは不明である。ルノーの死後、弟のジャンがソワソン伯となった。